# 許悼公
許悼公（？─前523年），姜姓，名買。為春秋諸侯國許國君主之一，在位期間為前546年─前523年。

## 人物生平
元年(前546)，夏，叔孫豹會晉趙武、楚屈建、蔡公孫歸生、衛石惡、陳孔奐、鄭良霄、許人、曹人于宋。
二年(前545)，為宋之盟故，悼公及魯襄公、宋平公、陳哀公、鄭簡公如楚。
三年(前544)，夏，四月（3），葬楚康王，悼公及魯襄公、陳哀公、鄭簡公送葬，至於西門外，諸侯之大夫皆至於墓。楚郟敖即位，王子圍為令尹。
四年(前543)，鄭良宵出奔許，自許入於鄭，鄭人殺良宵。
九年，萅，正月（前539年12月），悼公如楚，楚靈王止之；遂止鄭簡公，復田江南，悼公與焉。夏，悼公、楚靈王、蔡靈侯、陳哀公、鄭簡公、徐公、滕成公、頓公、胡公、沈子、邾庄公、小邾穆公、宋世子佐、淮夷會於申。秌，七月（6），悼公、楚靈王、蔡靈侯、陳哀公、胡公、頓公、沈子、淮夷伐吳，宋太子、鄭簡公先歸，宋華費遂、正大夫從不書。使屈申圍朱方。八月甲申（十九）（7/17），克之，執齊慶封而盡滅其族。將戮慶封，椒舉曰：“臣聞無暇者可以戮人。慶封惟逆命，是以在此，其肯從於戮乎？播於諸侯，焉用之？”王弗聽，負之爺鉞，以徇於諸侯，使言曰：“無或如齊慶封弑其君，弱其孤，以盟其大夫！”慶封曰：“無或如楚共王之庶子圍弑齊君，兄之子廉，而代之，以盟諸侯！”王使速殺之。遂以諸侯滅賴。賴公面縛銜璧，士祖，輿櫬從之，造於中軍。王問諸椒舉，對曰：“成王克許，許僖公如是。王親釋其縛，受其璧，焚其櫬。”王從之。遷賴於鄢。楚靈王欲遷許於賴，使鬥韋龜與公子棄疾城之而遷。
十年(前537)，冬，悼公、楚靈王、蔡靈侯、陳哀公、頓公、沈子、徐人、越人伐吳。
十有四年(前533)，萅，二月庚申（廿一）（1/28），楚公子棄疾遷許於夷，實城父。取州來、淮北之田以益之，伍舉授悼公田。
十有八年(前529)，秌，楚之滅蔡也，靈王遷許、胡、沈、道、房、申於荊焉。冬，楚遷許於蔡。
二十有三年(前524)，楚遷許於土析。
二十有四年(前523)，夏，悼公虐。五月戊辰（初四）（4/8），飲太子止之藥卒。太子奔晉。書曰“弑其君”，君子曰：“盡心力以事君，舍藥物可也。”冬，葬悼公。

## 家庭

### 父
許靈公

#### 子
- 世子止
- 公子虺
- 许男斯